# NGC 2066
NGC 2066 је расејано звездано јато у сазвежђу Трпеза које се налази на NGC листи објеката дубоког неба.
Деклинација објекта је - 70° 10' 0" а ректасцензија 5h 37m 43,2s. Привидна величина (магнитуда) објекта NGC 2066 износи 13,1. NGC 2066 је још познат и под ознакама ESO 57-SC3.